# Felsővízközi járás

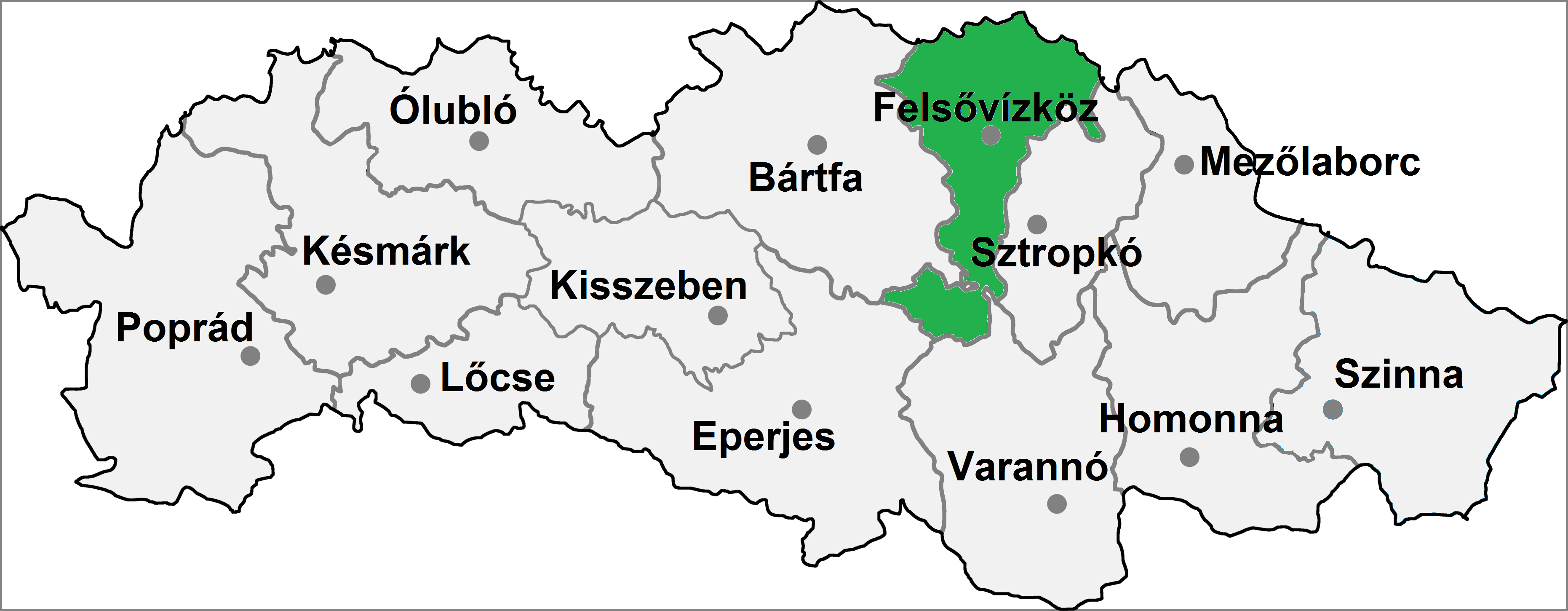
A Felsővízközi járás

A Felsővízközi járás (Okres Svidník) Szlovákia Eperjesi kerületének közigazgatási egysége. Területe 550 km², lakosainak száma 33 238 (2011), székhelye Felsővízköz (Svidník). A járás területe teljes egészében az egykori Sáros vármegye területe volt.

## Népessége
| Év:            | 1994.  | 2004.   | 2014.   | 2024.   |
| -------------- | ------ | ------- | ------- | ------- |
| Emberek száma: | 32 982 | 33 399  | 32 997  | 31 041  |
| Eltérés:       |        | +1,26 % | -1,20 % | -5,92 % |

| Év:            | 2023.  | 2024.   |
| -------------- | ------ | ------- |
| Emberek száma: | 31 183 | 31 041  |
| Eltérés:       |        | -0,45 % |

## A Felsővízközi járás települései
- Alsófenyves (Nižná Jedľová)
- Alsóhímes (Nižná Pisaná)
- Alsókomárnok (Nižný Komárnik)
- Alsómerse (Nižný Mirošov)
- Alsóodor (Nižný Orlík)
- Bátorhegy (Krajná Bystrá)
- Belejőc (Belejovce)
- Benedekvágása (Beňadikovce)
- Cigla
- Cseres (Dubová)
- Dobroszló (Dobroslava)
- Dolgonya (Dlhoňa)
- Dukafalva (Dukovce)
- Felsőcsernye (Cernina)
- Felsőfenyves (Vyšná Jedľová)
- Felsőhímes (Vyšná Pisaná)
- Felsőhunkóc (Hunkovce)
- Felsőkomárnok (Vyšný Komárnik)
- Felsőmerse (Vyšný Mirošov)
- Felsőodor (Vyšný Orlík)
- Felsőrákóc (Rakovčík)
- Felsővargony (Vagrinec)
- Felsővízköz (Svidník)
- Fias (Fijaš)
- Girált (Giraltovce)
- Gyertyánpatak (Hrabovčík)
- Györgyfölde (Jurkova Voľa)
- Istvánd (Štefurov)
- Kabalás (Kobylnice)
- Kálnás (Kalnište)
- Kapisó (Kapišová)
- Karácsonmező (Kračúnovce)
- Kecskőc (Kečkovce)
- Kerekrét (Okrúhle)
- Kisfagyalos (Svidnička)
- Kishely (Mestisko)
- Kishollód (Havranec)
- Kiskurima (Kurimka)
- Kismedvés (Medvedie)
- Koróc (Korejovce)
- Kükemező (Kuková)
- Ladomérmező (Krajná Poľana)
- Ladomérvágása (Ladomírová)
- Long (Lužany pri Topli)
- Mátévágása (Matovce)
- Meredély (Príkra)
- Mérfalva (Miroľa)
- Mérgesvágása (Nová Polianka)
- Mészégető (Vápeník)
- Mikevágása (Mičakovce)
- Molnárvágása (Mlynárovce)
- Peszternye (Pstriná)
- Radoma
- Róna (Rovné)
- Rózsadomb (Bodružal)
- Ruzsoly (Kružlová)
- Sarbó (Šarbov)
- Sósfüred (Šarišský Štiavnik)
- Szemes (Šemetkovce)
- Szobos (Soboš)
- Szorocsány (Stročín)
- Tapolylucska (Lúčka)
- Vajkvágása (Valkovce)
- Vaspataka (Železník)
- Végcsarnó (Krajné Čierno)
- Végortovány (Krajná Porúbka)
- Végrosztoka (Roztoky)
- Zsálmány (Želmanovce)